# 香港獨媒新聞
香港獨媒新聞是一家以Facebook平台發布新聞的網絡媒體，2019年創立。自立場新聞的高層多人被捕之後，香港獨媒新聞在社交專頁上宣布2022年1月1日停止運作，並解散有關人員。

## 簡史
香港獨媒新聞的背景不明，創辦日期也不明，約在2019年。主要是在臉書發布新聞，相當的信息都與反對修訂逃犯條例運動有關，追蹤人數約2萬4000人。
2021年12月29日，香港警务处国家安全处前往逮捕立場新聞高層多人。香港獨媒新聞聞訊隨即宣布為避免誤觸港區國安法，將於2022年1月1日停止運作，解散所有人員。